# Полента (Форли-Чезена)
Полента (итал. Polenta) је насеље у Италији у округу Форли-Чезена, региону Емилија-Ромања.
Према процени из 2011. у насељу је живело 42 становника. Насеље се налази на надморској висини од 268 м.